# Chã de Areia
Chã de Areia ist ein Stadtteil der Stadt Praia auf der Insel Santiago in Kap Verde. Beim Zensus 2010 hatte der Ortsteil 247 Einwohner. Er erstreckt sich südlich und westlich des Stadtzentrums. Angrenzende Stadtteile sind Plateau im Nordosten, Achadinha im Norden, Várzea im Westen, Achada Santo António im Südwesten und Prainha im Süden. Die Hauptstraßen sind die Avenida Combatentes da Liberdade da Patria und die Avenida Cidade de Lisboa. Zu den Sehenswürdigkeiten in Chã de Areia zählen der Strand von Gamboa, der alte Hafen von Praia und das kapverdische Nationalarchiv, welches im ehemaligen Zollgebäude untergebracht ist.

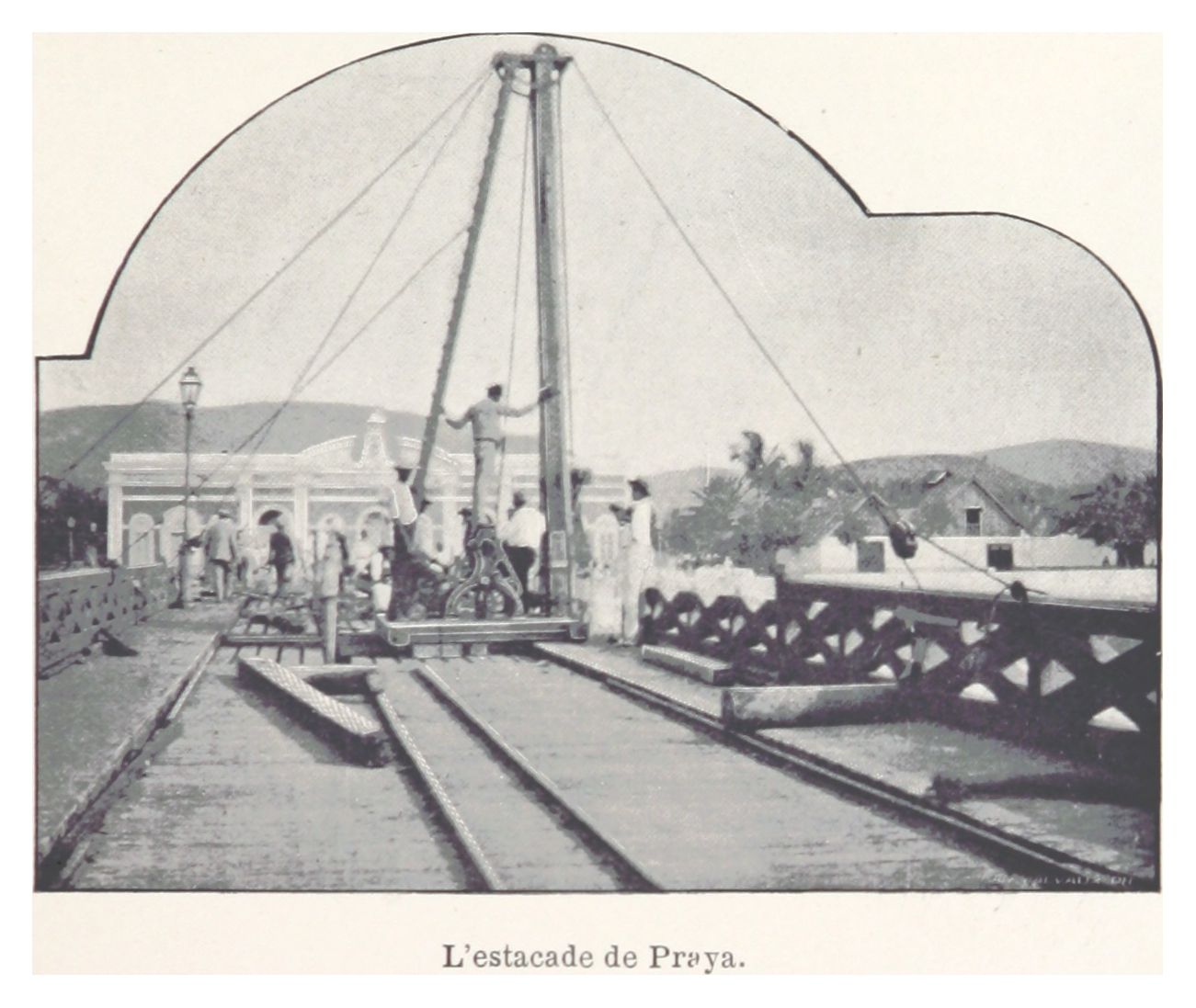
Gamboa, Praia. Aufnahmen von James Vandrunen, 1899.

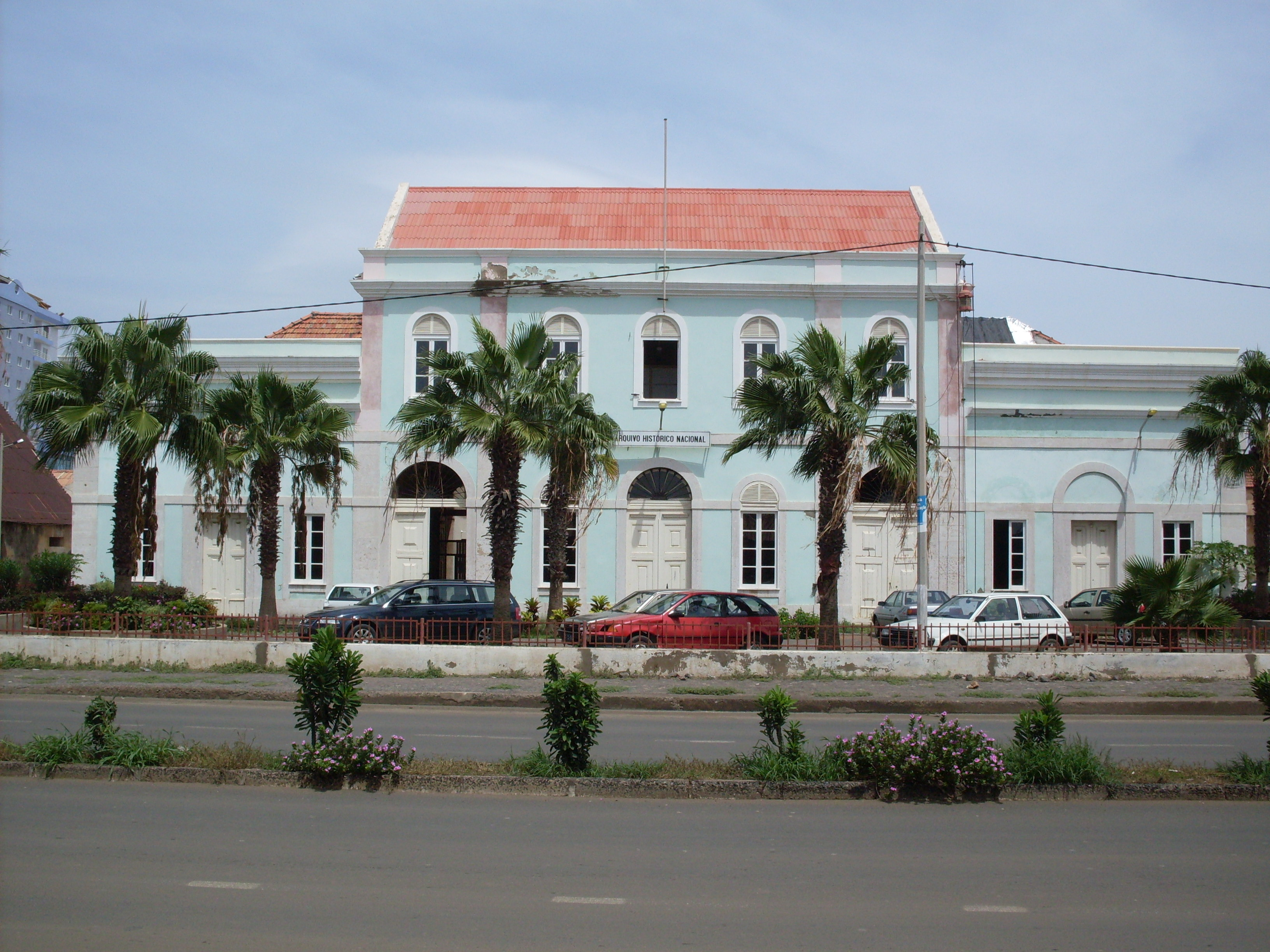
Gebäude des Nationalarchivs (ANCV).

Das Festival de Gamboa ist ein jährliches Musikfestival am Strand von Gamboa. Es findet an drei aufeinanderfolgenden Tagen im Mai statt und ist eines der größten Musikereignisse auf den Kapverden.